# Atractus melas
Atractus melas este o specie de șerpi din genul Atractus, familia Colubridae, descrisă de Boulenger 1908. Conform Catalogue of Life specia Atractus melas nu are subspecii cunoscute.